# Якоб Амманн
Якоб Амманн (фр. Jacob Amman, нім. Jakob Ammann; *близько 1644, Ерленбах — † після 1730) — ідеолог, меннонітський лідер в Ельзасі, що проповідував у другій половині XVII століття, прихильник анабаптизму. Ревний прихильник вчення Менно Сімонса. Наполягав на буквальному дотриманні основоположних менонітських канонів, затверджених Дордрехтською конференцією 1632 року.
Ім'ям Амманна названо менонітську течію амішів.

## Біографія

### Раннє життя та еміграція
Якоб Амманн народився в кантоні Берн. Точна дата його народження невідома. Вважають, що він народився 12 лютого 1644 року. Він був сином Міхаеля Амманна та Анни Рупп. Ймовірно, він був кравцем, як і його батько. До 1693 року він жив у Штеффісбурзі або поблизу нього, оскільки його батько, ймовірно, вже був членом анабаптистів в Ерленбаху. В рамках масштабної еміграції анабаптистів з кантону Берн після нової хвилі релігійних переслідувань, він знайшов притулок в Ельзасі. З 1696 року він жив у Сент-Марі-о-Міні і 27 лютого підписав петицію на ім'я губернатора проти зобов'язання анабаптистів носити зброю і навіть брати участь у державних справах.

### Розкол амішів

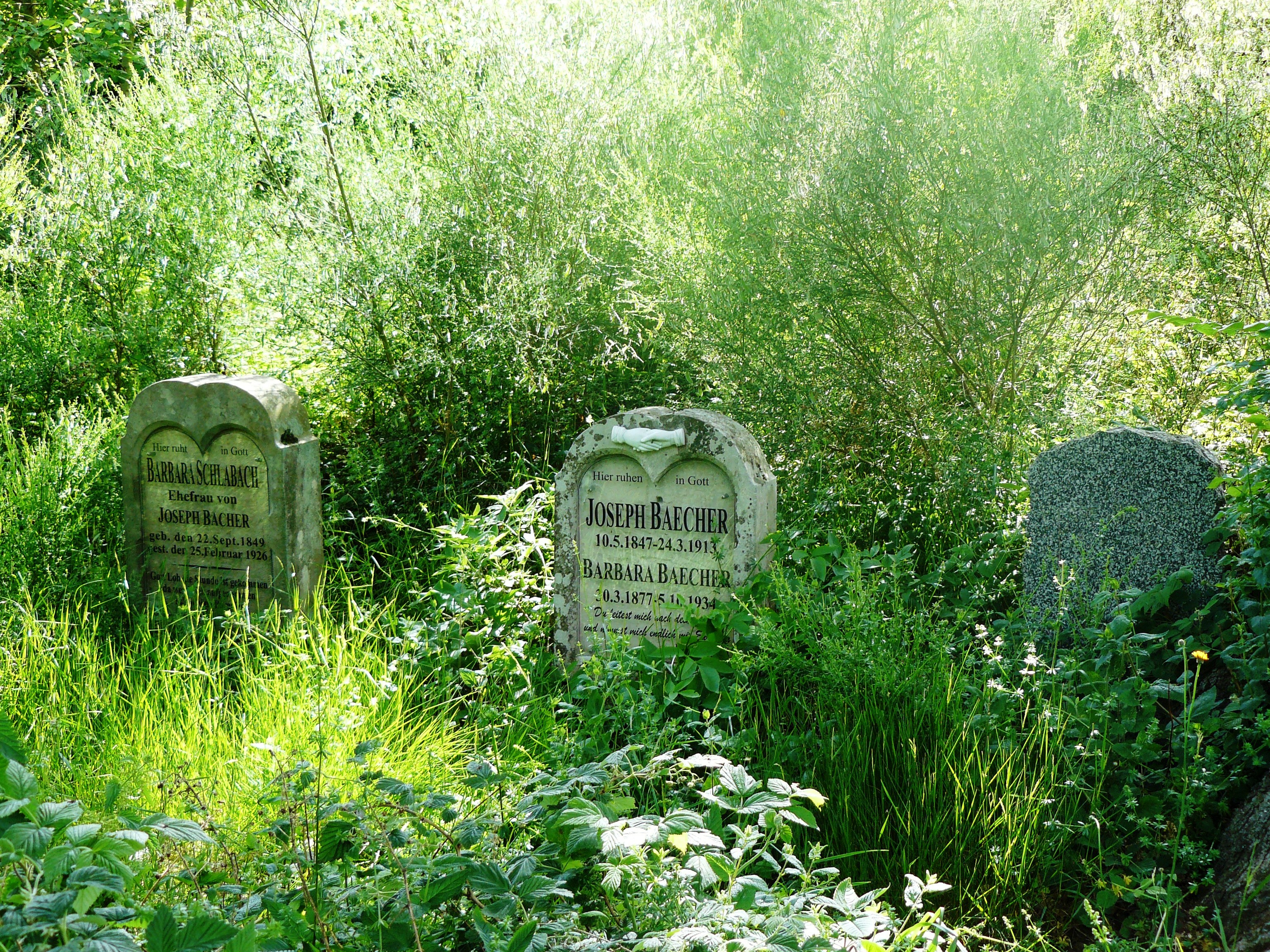
Старе заросле кладовище анабаптистів Клімонта

До переїзду в Ельзас Якоб Амманн перебував під сильним впливом голландських вірувань менонітів, які запровадили омивання ніг двічі на рік як частину Вечері Господньої, практику, від якої потім відмовилася швейцарська спільнота. Він також запровадив обов'язковість Вечері Господньої двічі на рік, а не один раз, як це було прийнято у швейцарській анабаптистській громаді. У 1693 році Якоб Амманн підтвердив свої тверді переконання щодо церковної дисципліни та практики омивання ніг. Йому вдалося передати свої переконання оточуючим, але саме з цього приводу він посварився з Гансом Рейстом і Бенуа Шнайдером, іншими лідерами швейцарського анабаптистського руху, через те, що він вважав порушенням дисципліни з боку менонітської конгрегації в цілому. У 1693 році, після розбіжностей між Гансом Рейстом і Якобом Амманном, послідовники останнього відкололися від швейцарської анабаптистської громади і заснували новий рух, який отримав назву "аміші" від розмовного прізвиська Якоба Аммана. Анабаптистський рух розділився на дві складові: більш модернізовані та інтегровані меноніти і більш консервативні "аміші". Всі ельзаські меноніти пішли за Якобом Амманом і таким чином стали амішами, за винятком громад, розташованих на крайній півночі (Гайзберг) і крайньому півдні Ельзасу. Саме після його прибуття до Валь-де-Льєпвр завершився розкол "Патріарха". Пізніше у своєму житті Якоб Амман шкодував про розкол і, очевидно, намагався об'єднати дві фракції, але безуспішно.

### Шлях і смерть Якоба Амманна
Його ранні супутники, Ганс Бахман і Якоб Клейнер, знайшли притулок в Ельзаській рівнині в маєтках лордів Рібоп'єра, які їх цінували. Після смерті Мішеля Амме, ймовірно, батька Якоба Амма, католицьке село Едольсайм відмовилося ховати його, оскільки він був іноземцем і до того ж анабаптистом; його останки були перевезені в Бальденаймі, за п'ять кілометрів звідти. Тому можна припустити, що після смерті батька Якоб Амманн поїхав до Сент-Марі-о-Міна, де оселився в селищі Птіт-Льєпвр і залишався там до 1712 року. Після указу про вигнання Людовик XIV у 1712 році аміші розсіялися по всьому Ельзасу, в князівствах Монбельяр і Сальм, в Лотарингію і аж до Голландської республіки. Якоб Амманн, ймовірно, залишився в Ельзасі, але його місцезнаходження невідоме. Дата його смерті точно не встановлена. Його ім'я з'являється у списку, датованому 1708 роком, який меноніти підписали на запрошення ельзаської влади. У документі від 1730 року згадується, що хрещення його доньки відбулося вже після його смерті.